# Velam (entreprise)

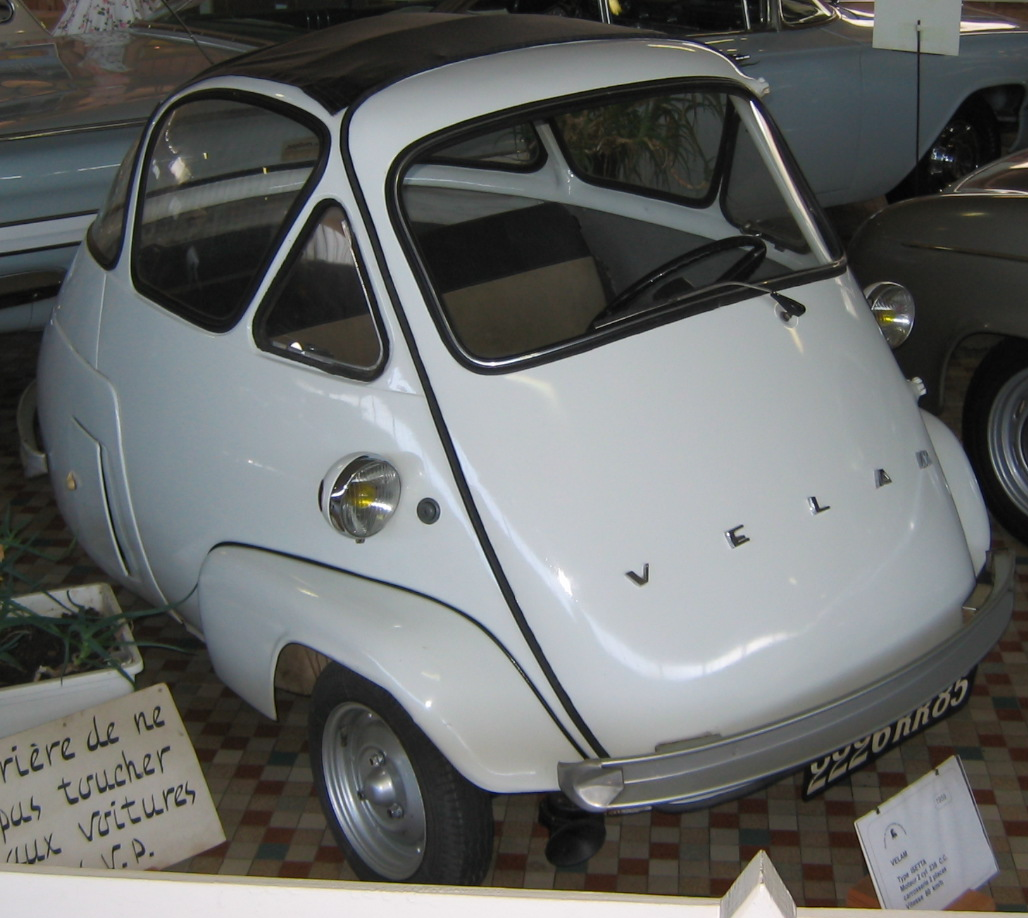
La VELAM Isetta, exposée au musée automobile de Vendée

VELAM - VEhicule Léger A Moteur , est le nom de l'entreprise française qui fabriqua à Suresnes, dans l'ancienne usine Talbot louée pour l'occasion, l'Isetta sous licence ISO de 1955 à 1958.
VELAM acquit la licence de l'ISO Isetta en 1953, lors du Salon de l'auto de Turin, pour la fabrication en France et la commercialisation de ces véhicules en France, Belgique et Espagne. 
La marque italienne ISO avait arrêté la production en Italie, par faute de ventes suffisantes. Pour produire cette voiture, VELAM fera réaliser l'outillage nécessaire à cette fabrication et en profitera pour procéder à quelques modifications très mineures. Ce n'est que 18 mois plus tard que la production démarra enfin. 
Le constructeur français présenta la voiture à la presse écrite en grande pompe, à Paris en mars 1955. La production débutera en octobre 1955 à la cadence de 20 à 22 véhicules par jour avec un effectif de 350 salariés. La voiture sera vendue : 297 000 francs avec un mois de délai. Pour vendre ses voitures, VELAM devra créer un réseau de 150 concessionnaires. 
Quelques détails différaient du modèle italien d'origine, car l'outillage d'ISO Rivolta avait été vendu en 1955, avec une licence de fabrication, à l'allemand BMW, alors au bord de la faillite à l'époque. 
En 1957 une version décapotable est proposée, mais le succès n'est pas au rendez-vous. De 4 886 véhicules vendus en 1956, on passe à 1 005 ventes en 1957.
Velam essaie de relancer le modèle en présentant une version plus luxueuse, "l'Ecrin", en battant plusieurs records internationaux sur l'autodrome de Linas-Montlhéry pour la catégorie inférieure à 250 cm3. La nouvelle version est présentée au Salon de Paris en mars 1957. Elle dispose d'un hard top, de vitres latérales coulissantes, d'une carrosserie en deux couleurs, de garde-boue enveloppants, d'une trappe d'accès au moteur plus importante, d'une boîte à gants, d'une radio intégrée côté passager, et de ressorts à lames sur l'essieux avant. Elle est surtout mieux isolée du bruit du moteur avec 16 kg de matériaux isolants au lieu des 9 de la première version. Elle est vendue 380 000 francs en janvier 1958. 
Mais malgré un concept extrêmement bien pensé, le tarif élevé et un moteur encore trop bruyant auront raison du modèle. La production cesse en 1958.
Le constructeur VELAM ne lui survivra pas longtemps. L'Isetta aura été sa seule et unique production et tout s'arrêtera en 1958. Les chiffres diffèrent selon les sources. D'après l'Isetta Club EV, la production globale aura atteint  5 512 exemplaires : 5 010 Isetta de base, 500 Ecrin et 2 exemplaires "course". Maselko estime une production VELAM comprise entre 4 000 et 7 000 véhicules. Schmidt & Seeliger affirment qu'elle aurait été de 1 224 Isetta en 1955, 4 886 en 1956, et 1 005 en 1957, soit un total de 7 115 véhicules. 
Afin de situer le contexte du marché de l'époque, les automobiles d'entrée de gamme en vente étaient : la Renault Dauphine, la Citroën 2 CV qui était vendue environ 370 000 francs, et les Fiat 500 et Fiat 600. La Vespa 400 de Piaggio prit le relais en 1957. 
Comme le modèle original italien, la disparition prématurée du modèle français causé par des ventes insuffisantes, s'explique pour raisons suivantes : 
- Utilisation d'un moteur de moto inadapté, qui demande un entretien fréquent et ne fonctionne qu'avec un mélange pour moteur 2 temps.
- La concurrence d'autres modèles plus robustes, plus confortables, avec un accès aisé et vendus moins cher,
- La clientèle désireuse de disposer d'une voiture plus grande et plus rapide - à l'époque on n'imagine pas une seconde voiture de ville.